# Associazione Calcio Este
L'Associazione Calcio Este, meglio nota come Este, è una società calcistica italiana con sede a Este, in provincia di Padova.

## Storia

### Dalla nascita agli anni novanta
Fondata nel 1920 dal Cav. Domenico Meneghello, disputa in epoca fascista diversi campionati di Terza e Quarta Divisione con il nome di Unione Sportiva Estense. Tornata negli anni a seguire alla denominazione originaria, milita con alterne fortune in campionati di livello regionale. Solo nell'annata 1960-1961 la società giallorossa si ritrova ad un passo dall'approdo alla Serie D nazionale. I ragazzi del presidente Geom. Pietro Meneghini magistralmente guidati dal tecnico Sandro Minozzi vincono con un vantaggio di 2 punti sul Rovigo il girone C di Prima Categoria. Resterà per molti anni la vittoria più bella e allo stesso modo più amara per il calcio atestino. Al tempo infatti il primo posto nel girone non garantiva l'accesso diretto alla categoria superiore, che andava conquistato con una serie interminabile di spareggi. Nel primo dei quali l'Este uscì di scena per mano dell'Audace San Michele Extra. Troppo forti gli scaligeri, vittoriosi in entrambi i match: 4-1 in terra veronese e nuovamente 1-0 nella gara di ritorno allo Stadio Comunale di via Principe Umberto. Tra i giocatori atestini di allora si possono citare Mario Moretti e Marino Marini, ma anche il portiere Brunello, Sandrin, Girardi, i due Beggiato, Girotto, Menoncin, Visentin e Pedrazzoli. Persa l'occasione l'undici estense disputerà per diversi decenni solamente campionati di livello regionale tra Promozione e Seconda Categoria.

### Il ciclo del presidente Romano
Nell'estate del 1995 viene nominato presidente della società giallorossa il Dott. Donato Romano, un medico di origini pugliesi molto conosciuto a Este, dove risiede da lungo tempo. Proprio con la presidenza Romano inizia per l'A.C. Este una lenta ma importante ricostruzione. Grande merito del primario pugliese sarà quello di riuscire a coinvolgere nella società diverse forze imprenditoriali della zona creando una struttura economicamente forte. I primi frutti vengono raccolti nel 1999, quando i ragazzi giallorossi ritornano in Promozione grazie al 1º posto conquistato nel campionato di Prima Categoria agli ordini del mister Antonello Di Chiara. Ma la Promozione non soddisfa ancora la società, che lavora nei tre anni a seguire per un traguardo più prestigioso. Nel 2002 un altro campionato vinto con l'ex giocatore spallino Lauro Pomaro in panchina, porta i giallorossi in Eccellenza, il massimo livello regionale. Categoria che verrà presto abbandonata con la promozione in Serie D arrivata l'8 maggio 2005, dopo la vittoria dei giallorossi di Dorino Anali sui veronesi del Lugagnano. Ma nel giorno della festa il presidente Romano si dice stanco e desideroso di lasciare ad altri la massima carica del sodalizio giallorosso. Verrà ricordato a lungo come il presidente più vincente della storia della società con il triplo salto di categoria ottenuto in dieci anni di presidenza, con tre campionati e due titoli regionali vinti.

### La Serie D con i fratelli Lucchiari
L'eredità lasciata da Romano viene raccolta da Renzo Lucchiari, noto imprenditore di Este che insieme al fratello Gianantonio, a cui verrà assegnata la carica di presidente onorario, opera nel settore edile occupandosi in particolare della vendita di macchine ed attrezzature per l'edilizia. La Serie D è una categoria nuova per l'Este, che chiude al 10º posto il primo campionato nazionale. Ma nonostante il grande sforzo profuso dai Lucchiari, i due campionati a seguire vengono portati a termine tra molte ombre e poche luci con una salvezza ai play-out nel 2007 e un'amara retrocessione sempre ai play-out nel 2008 con la Virtus Vecomp Verona. Retrocessione poi cancellata dal ripescaggio in categoria avvenuto durante l'estate a seguito dell'esclusione di altre società. Per evitare il ripetersi degli errori compiuti negli ultimi campionati tribolati, Lucchiari nomina direttore generale Simone Tognon, ex giocatore professionista con le maglie di Juventus, SPAL e Padova. Tognon opera nel mercato con molta oculatezza nell'ottica del contenimento dei costi, cercando giovani di grandi potenzialità, spesso anche dalle categorie inferiori, e giocatori di esperienza alla ricerca di riscatto dopo stagioni in ombra. Grazie a questa politica l'Este riesce a posizionarsi da alcuni anni nella parte medio alta della classifica. Resta ad oggi il miglior piazzamento di sempre il 2º posto conquistato dai giallorossi nel campionato di Serie D 2009-10 guidati dall'allora mister Francesco Feltrin e trascinati dai 26 centri del bomber d'annata Filippo Fabbro. Partecipa alla Coppa Italia maggiore, venendo eliminato al primo turno 1-5 a Benevento (con cinquina record di Felice Evacuo). Dopo un 3º posto che sa di beffa nella stagione 2011-12 e la successiva eliminazione al terzo turno dei play-off contro la Sambenedettese in un Riviera delle Palme gremito da 4.000 spettatori, nel 2012-2013 partecipa nuovamente alla Coppa Italia maggiore venendo battuto 2-1 dal Trapani. Nei due campionati seguenti si classifica al 12º e 8º posto, con una squadra largamente rinnovata durante la sessione estiva del calcio mercato. Nel 2014/15 giunge quinto, perdendo i playoff col Piacenza. L'Este affronta nel 2015/16 per l'undicesimo anno consecutivo il campionato di Serie D, giungendo terzo alle spalle di Venezia e Campodarsego.

## Colori e simboli
I colori ufficiali della squadra sono il giallo e il rosso.

## Calciatori celebri
- Kevin Lasagna
- Pietro De Giorgio
- Emiliano Bonazzoli
- Andrea Beghetto
- Daniel Adejo
- Neto Pereira
- Filippo Fabbro
- Alberto Rubbo
- Dan Thomassen
- Roberto Rondon
- Fernando Mastroianni
- Gabriel Debeljuh

## Palmarès

### Competizioni regionali
- Eccellenza: 1

2004-2005 (girone A)
- Promozione: 1

2001-2002 (girone C)
- Prima Divisione: 1

1956-1957 (girone E)
- Prima Categoria: 1

1998-1999 (girone E)
- Seconda Categoria: 1

1979-1980 (girone T)

## Statistiche e record

### Partecipazione ai campionati
| Livello | Categoria | Partecipazioni | Debutto   | Ultima stagione | Totale |
| ------- | --------- | -------------- | --------- | --------------- | ------ |
| 4º      | Serie D   | 11             | 2014-2015 | 2025-2026       | 12     |
| 5º      | Serie D   | 9              | 2005-2006 | 2013-2014       | 9      |